# Barkston Gardens

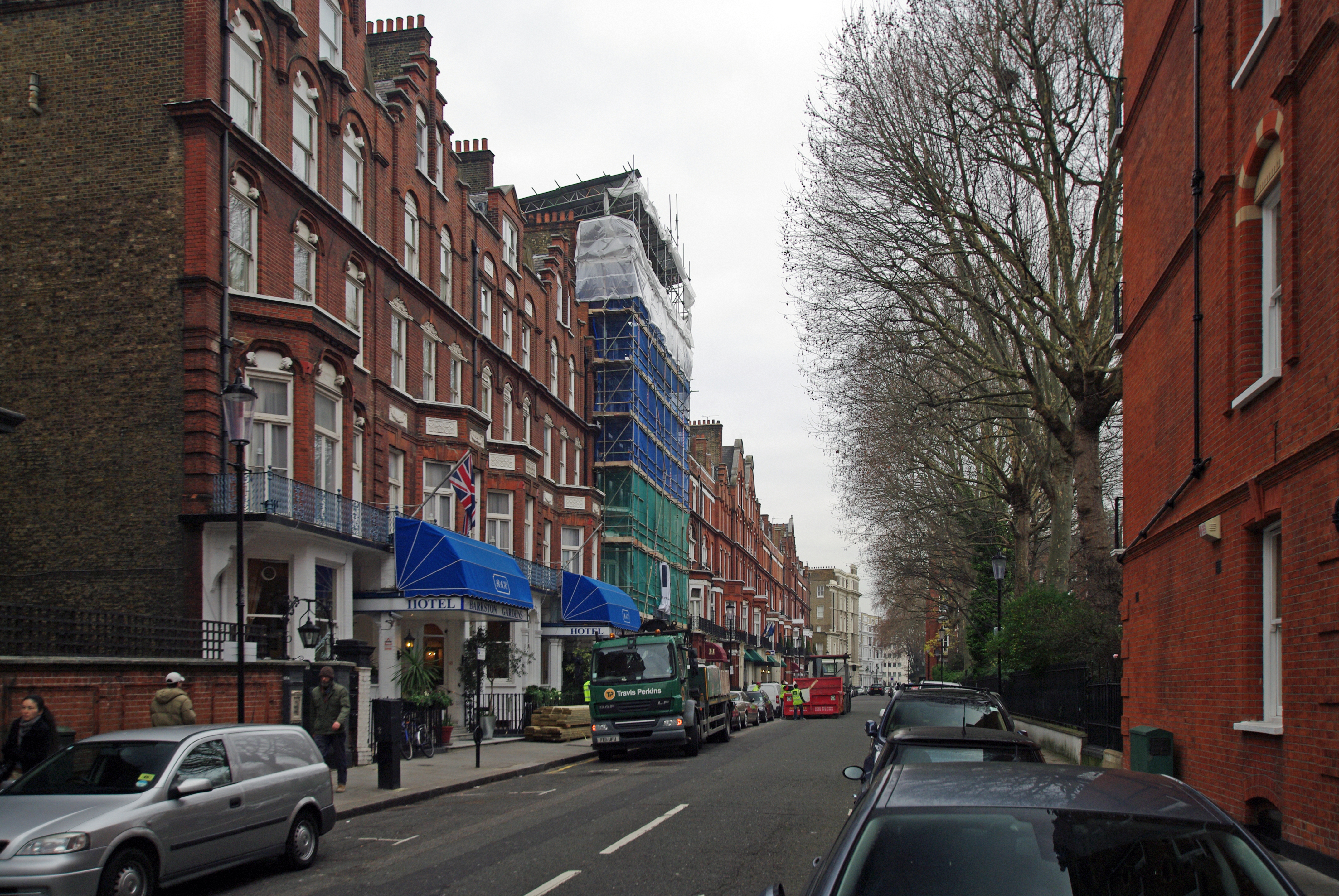
Barkston Gardens von Westen aus gesehen

Barkston Gardens sind eine Parkanlage und eine nach ihr benannte Straße im Londoner Stadtteil Earls Court. Benannt ist sie nach dem kleinen Ort Barkston Ash in Yorkshire. Die Straße verbindet Earl’s Court Road und Courtfield Gardens.
Straße und Park wurden zusammen 1886 erschaffen, als ein Investor einen Teil des Gunter Estate in Wohnsiedlungen umwandelte. Zuvor befand sich seit 1832 an diesem Ort ein von Mary Bradbury betriebenes privates Sanatorium für Geisteskranke, das für den Bau der Barkston Gardens niedergerissen wurde. Bei seiner Schließung 1878 hatte das Asyl insgesamt 30 Bewohner.
Das Sanatorium befand sich im Earls Court House, welches Robert Gunter I in der Nähe des traditionellen Familiensitzes der Gunters, der Earls Court Lodge, von den Nachfahren John Hunters 1829 gekauft hatte. Große Teile von Earls Court kamen im 18. Jahrhundert in die Hände der Gunters, als James Gunter, ein Kuchenhändler auf freien Feldern westlich Londons Ackerland ankaufte, um mit deren Ertrag die Londoner Märkte zu beliefern. Besitzer Robert Gunter II benannte die Straße nach dem Parlamentsbezirk Barkston Ash in Yorkshire, für den er ein Mitglied des englischen Unterhauses war. Der 0,33 Hektar große Park ist aus dem ehemaligen Garten des Earls Court House. Zur Zeiten von John Hunter befand sich dort dessen privater Zoo. Im Jahr 1993 wurde er von den Anwohnern erworben. In der Straße befinden sich mehrere Hotels, darunter das Hotel Barkston Gardens, das seit 1905 existiert, und in sechs miteinander verbundenen Wohnhäusern untergebracht ist.
Der Schauspieler Henry Lytton lebte und starb in 54 Barkston Gardens, ebenso in der Straße lebte die Schauspielerin Ellen Terry. Im 21. Jahrhundert lebte der Regisseur John Glen in 9a Barkston Gardens.